# Schoenoplectus deltarum
Schoenoplectus deltarum là loài thực vật có hoa trong họ Cói. Loài này được (Schuyler) Soják miêu tả khoa học đầu tiên năm 1972.